# Johannes 3:16
Johannes 3:16 (hoofdstuk 3, vers 16 van het Evangelie volgens Johannes) is een van de bekendste Bijbelverzen uit het Nieuwe Testament van de Bijbel. Het wordt omschreven als een kernachtige samenvatting van de boodschap van het evangelie. Het vers luidt als volgt:
Want God had de wereld zo lief dat hij zijn enige Zoon heeft gegeven, opdat iedereen die in hem gelooft niet verloren gaat, maar eeuwig leven heeft. (NBV)
Het is een van de meest populaire verzen uit de Bijbel en is een samenvatting van een van de centrale leerstellingen van het christendom: de relatie tussen de Vader (God) en de Zoon van God (Jezus). Het vers is vooral beroemd onder evangelische protestanten en er wordt vaak naar verwezen door christelijke media en figuren.

## Vertalingen
| Tijdperk        | Kenmerken  | Vertaling              | Johannes 3:16 |
| --------------- | ---------- | ---------------------- | --- |
| 1e eeuw na Chr. | Oudgrieks  | Oorspronkelijk Koinè   | Οὕτως γὰρ ἠγάπησεν ὁ Θεὸς τὸν κόσμον, ὥστε τὸν Υἱὸν τὸν μονογενῆ ἔδωκεν, ἵνα πᾶς ὁ πιστεύων εἰς Αὐτὸν μὴ ἀπόληται ἀλλ᾽ ἔχῃ ζωὴν αἰώνιον. Houtōs gar ēgapēsen ho Theos ton kosmon, hōste ton Huion ton monogenē edōken, hina pas ho pisteuōn eis Auton mē apolētai all᾽ echē zōēn aiōnion. |
| 2e eeuw na Chr. | Syrisch    | Peshitta               | ܗܟܢܐ ܓܝܪ ܐܝܝܩ ܐܠܗܐ ܠܥܠܡܐ ܐܝܟܢܐ ܕܠܒܪܗ ܝܚܝܕܝܐ ܢܬܠ ܕܟܠ ܡܢ ܕܡܗܝܡܢ ܟܗ ܠܐ ܢܐܟܙ ܐܠܐ ܢܗܘܘܢ ܠܗ ܝܚܐ ܕܠܥܠܡ܀ Hāḵanā gér ʼaḥeḇ ʼalāhā lʻālmā ʼaykanā dlaḇreh yḥyḏāyā yetel dkul man damhaymen beh lā naḇaḏ élā nehwuwn leh ḥayé dalʻālam.                                                              |
| 4e eeuw na Chr. | Latijn     | Vulgaat                | Sic enim Deus dilexit mundum, ut Filium suum unigenitum daret: ut omnis qui credit in eum, non pereat, sed habeat vitam æternam. |
| 1637            | Nederlands | Statenvertaling        | Want alzo lief heeft God de wereld gehad, dat Hij Zijn eniggeboren Zoon gegeven heeft, opdat een iegelijk die in Hem gelooft, niet verderve, maar het eeuwige leven hebbe. |
| 1648            | Nederlands | Lutherse Vertaling     | Want alzo heeft God de wereld liefgehad, dat hij zijnen eengeboren Zoon gegeven heeft, opdat allen, die in hem geloven, niet verloren gaan, maar het eeuwige leven hebben. |
| 1912            | Nederlands | Leidsche Vertaling     | Want zo lief had God de wereld dat hij zijn eniggeboren Zoon gegeven heeft, opdat ieder die in hem gelooft niet verloren ga, maar het eeuwige leven hebbe. |
| 2004            | Nederlands | Nieuwe Bijbelvertaling | Want God had de wereld zo lief dat hij zijn enige Zoon heeft gegeven, opdat iedereen die in hem gelooft niet verloren gaat, maar eeuwig leven heeft. |

## Verwante Bijbelverzen
De volgende Bijbelverzen zijn verwant aan Johannes 3:16:
- Rom. 5:8 - Maar God bewees ons zijn liefde doordat Christus voor ons gestorven is toen wij nog zondaars waren.
- Rom. 8:31 - Wat moeten wij hier verder over zeggen? Als God voor ons is, wie kan dan tegen ons zijn?
- 1 Joh. 4:9 - En hierin is Gods liefde ons geopenbaard: God heeft zijn enige Zoon in de wereld gezonden, opdat we door hem zouden leven.
- Luk. 19:10 - De Mensenzoon is gekomen om te zoeken en te redden wat verloren was.

## Cantate
Also hat Gott die Welt geliebt is een religieuze cantate van Johann Sebastian Bach (BWV 68).